# Friesodielsia montana
Friesodielsia montana là loài thực vật có hoa thuộc họ Na. Loài này được (Engl. & Diels) Steenis mô tả khoa học đầu tiên năm 1964.